# Valerano III di Lussemburgo-Ligny
Valerano III di Lussemburgo-Ligny, in francese Waléran IIIème de Luxembourg-Ligny (Saint-Pol-sur-Ternoise, 1355 circa – Carignan, 12 aprile 1415), fu conte di Saint-Pol e di Ligny, signore di Roussy e di Beauvoir dal 1371 al 1415.
Era figlio di Guido e di Matilde di Châtillon, contessa di Saint-Pol.

## Biografia
Entrò al servizio di Carlo V, re di Francia, e cadde in mano inglese. Durante la cattività sposò nel 1380 Maud de Holand († 1392), vedova di Ugo di Courtenay, figlia di Thomas de Holand e di Giovanna di Kent e sorella uterina di Riccardo II. Dalla coppia nacque una figlia, Giovanna Jeanne († 1407), che andò sposa ad Antonio di Borgogna, duca di Brabante e di Limburgo.
Rimasto vedovo, si risposò nel 1393 con Bona di Bar († 1400), figlia di Roberto I, duca di Bar, e di Maria di Francia, ma la coppia non ebbe figli.
Carlo VI lo incaricò di negoziare la pace a Londra (1396).
Durante la malattia mentale del re, il duca di Borgogna, del quale era devoto sostenitore, gli fece assegnare la carica di Gran Maestro delle Acque e delle Foreste, poi, nel 1410 ricevette il titolo di Grand bouteiller de France ed ebbe la nomina a governatore di Parigi e nel 1412 fu nominato Connestabile di Francia. Egli utilizzò in Parigi milizie di Écorcheurs, cioè compagnie di ventura, e sconfisse più volte gli Armagnacchi in Normandia.
Nel 1413 dovette lasciare Parigi insieme ai seguaci del partito dei Borgognoni e morì nel 1415. Gli succedette il figlio cadetto di sua figlia.

## Araldica
| Stemma | Descrizione                                                                     | Blasonatura                                                |
| \| \|  | Valerano III di Lussemburgo-Ligny Conte di Saint-Pol Grand bouteiller de France | Ornamenti esteriori da conte e grand bouteiller de France. |
|        |                                                                                 |                                                            |

## Fonti
- (FR)  Louis Charles Dezobry e Théodore Bachelet, Dictionnaire de Biographie et d'Histoire, Parigi, 1863
- (FR)  Jean Froissart, Chroniques, voir p.ex. références sous Saint-Pol (Comte de), Waleran (v.1355 - 1415). Archiviato il 2 novembre 2012 in Internet Archive.